# Roberta Gropper

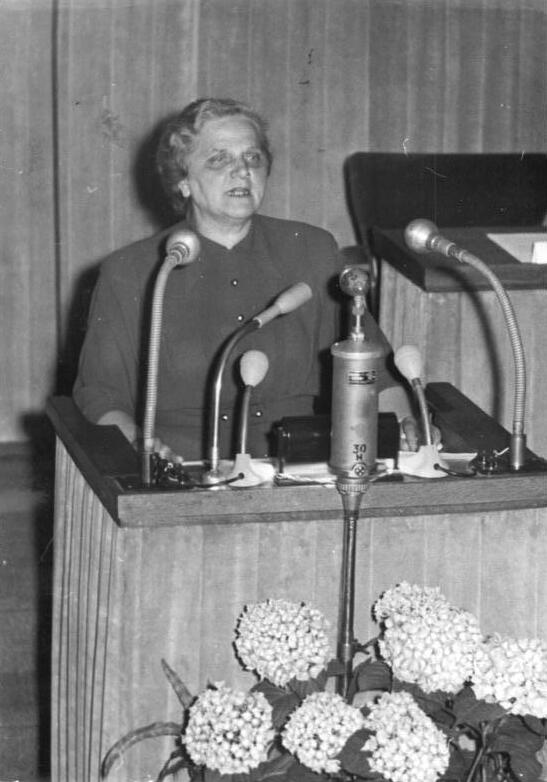
Roberta Gropper, 1951

Roberta Gropper (* 16. August 1897 in Memmingen; † 1. Februar 1993 in Berlin) war eine Funktionärin der KPD sowie der DDR-Einheitsgewerkschaft FDGB und des Demokratischen Frauenbundes Deutschlands (DFD). Während ihrer Emigration in der Sowjetunion verbrachte sie mehr als neun Jahre in Haft und Verbannung. In der DDR war sie eines der wenigen Opfer der stalinistischen Säuberungen in der Sowjetunion, die nennenswerte Führungspositionen in einer der Massenorganisationen der DDR innehatten.

## Leben

### Von der Jugend bis zur Emigration
Gropper wurde 1897 als Tochter eines Webers im Allgäu geboren. 1905 zog die Familie nach Ulm, wo Gropper noch während ihrer Schulzeit 1911 mit 14 Jahren eine Tätigkeit als ungelernte Arbeiterin in der Tabakfabrik der Firma Tabak- & Cigarettenfabrik Lyra Max Wagowski & Co. AG aufnahm, um einen Beitrag zum kargen Familieneinkommen leisten zu können. In dem Betrieb wurde sie durch die Arbeitsumstände politisiert, trat aber erst 1915 im Alter von 18 Jahren in die Freie sozialistische Jugend in Ulm ein. Da durch den Ersten Weltkrieg zunehmend Männer in der Heimat fehlten, übernahm Gropper schnell diverse Funktionen in der Jugendorganisation, 1917/18 war sie sogar Vorsitzende der Ortsorganisation. In dieser Zeit bekam Gropper erstmals Kontakt zu sozialdemokratischem Gedankengut und entsprechender Literatur. Die auch unter dem Namen Die Roten Spatzen bekannte Ulmer Ortsgruppe entwickelte unter Groppers Führung zunehmend eine kriegsablehnende Haltung und kam in Kontakt mit Personen aus der USPD und dem Spartakusbund. Wegen ihrer aktiven Anti-Kriegs-Propaganda erteilte die örtliche Polizei Gropper zeitweise ein öffentliches Redeverbot.
1918 wurde Gropper Gewerkschaftsmitglied im Tabakarbeiterverband. Auch dort wurden ihr von Anfang an kleinere Funktionen übertragen, im Betrieb fungierte sie als Vertrauensmann. Nach Ende des Ersten Weltkrieges war sie im November 1918 als einzige Frau Mitglied im Arbeiterrat von Ulm und gehörte im Januar 1919 zu den Gründungsmitgliedern der KPD in Ulm. Zunächst engagierte sich Gropper jedoch vor allem in der Gewerkschaftsarbeit weiter und wurde in ihrem Betrieb dreimal in den Betriebsrat gewählt. Für eine Wahlperiode war sie sogar Betriebsratsvorsitzende, was für die damaligen Verhältnisse in der Weimarer Republik eher eine Ausnahme darstellte. Unterbrochen wurde dieses Engagement 1920 nur von der Geburt der Tochter Ruth, die aber bei Groppers Mutter und Schwester aufwuchs. Gropper setzte nahezu unvermindert sowohl ihre Berufstätigkeit als auch ihre politische Betätigung fort.
1923 wurde Gropper nicht zuletzt wegen ihrer Mitgliedschaft in der KPD und der Roten Gewerkschafts-Opposition zunächst gemaßregelt, schließlich aus dem Betrieb entlassen. Nach monatelanger Arbeitslosigkeit stellte die KPD-Bezirksleitung Württemberg in Stuttgart sie als Kassiererin an. Parallel dazu war sie ehrenamtlich für den Bereich Frauen innerhalb der Bezirksorganisation zuständig. Während ihrer Tätigkeit in der Bezirksleitung lernte sie auch ihren späteren Mann Paul Langner kennen, der 1925 zeitweise politischer Leiter der Bezirksleitung war. Als dieser im März 1927 den Posten des Chefredakteurs der Arbeiter-Zeitung in Mannheim übernahm, folgte Gropper ihrem Lebensgefährten nach Nordbaden. Sie erhielt bei der KPD-Bezirksleitung Pfalz eine Stelle als Stenotypistin und war dort auch als Frauenleiterin tätig. Im Herbst 1928 schickte die KPD das Paar nach Oberschlesien, wo Langner in Gleiwitz als politischer Leiter der dortigen Bezirksleitung Oberschlesien wirkte. 
Nachdem Langner Anfang des Jahres 1929 als Organisationsleiter des KPD-Bezirks Berlin-Brandenburg eingesetzt worden war, kam auch Roberta Gropper nach Berlin. Sie fand ab Juni 1929 eine Anstellung als Stenotypistin in der sowjetischen Handelsvertretung in Berlin, später in gleicher Betätigung in der Informationsabteilung des Zentralkomitees (ZK) der KPD. Im Sommer 1930 wurde sie für einige Zeit Leiterin der Frauenabteilung der KPD-Bezirksleitung Berlin-Brandenburg, 1931 übernahm sie diese Funktion bis Juni 1932 beim ZK der KPD. In dieser Zeit wurde Gropper bei den Reichstagswahlen am 14. September 1930 als KPD-Abgeordnete in den Reichstag gewählt und war damit eine von 12 Frauen in der 77 Abgeordnete umfassenden KPD-Reichstagsfraktion. Zu dieser gehörten damals auch später in der DDR bedeutende Politiker wie Wilhelm Pieck oder Walter Ulbricht, aber auch bedeutende KPD-Politiker der Weimarer Republik wie Ernst Thälmann, Heinz Neumann oder Hermann Remmele.
Nachdem es 1932 innerhalb der KPD-Führung fraktionelle Auseinandersetzungen gab, in denen die Gruppe um Heinz Neumann und Hermann Remmele unterlag, wurde auch Gropper als Angehörige dieser Gruppe von ihrem Posten als Leiterin der Frauenabteilung des ZK der KPD abgesetzt. Auch für die Reichstagswahlen am 31. Juli 1932 wurde sie von ihrer Partei nicht mehr nominiert. Sie war nun noch als Instrukteurin in der Arbeitslosenbewegung des Ruhrgebiets für das ZK der KPD tätig. Da ihr Lebensgefährte Langner ebenfalls der Neumann-Remmele-Gruppe angehört hatte, wurde auch er seiner Funktion als Leiter des Pressedienstes des ZK der KPD enthoben und nach Hamburg als Redakteur der dortigen Hamburger Volkszeitung abgeschoben. Es ist anzunehmen, dass Gropper ihrem Lebensgefährten in die Hansestadt folgte. Nach der Machtergreifung der Nationalsozialisten wurde Langner im März 1933 wegen Hochverrats zur Fahndung ausgeschrieben. Das Paar Gropper/Langner lebte fortan illegal in Deutschland, leistete aber weiterhin Arbeit für die KPD. Langner wurde allerdings nach einiger Zeit gefasst und für kurze Zeit in Schutzhaft genommen. Nach seiner Entlassung emigrierte er nach Paris. Gropper war in dieser Zeit, in der sie alleine illegal in Deutschland lebte, arbeitslos, bekam aber unter dem Decknamen „Paula Brenner“ Erwerbslosenunterstützung.

### Die Zeit in der Sowjetunion
Im Mai 1934 folgte Gropper ihrem Lebensgefährten und emigrierte unter Zurücklassung ihrer Mutter und ihrer Tochter, die in Saarbrücken blieben, unter ihrem Decknamen Paula Brenner ebenfalls nach Frankreich. Während Langner bereits im August 1934 in die Sowjetunion gelangte, erreichte Gropper, die ohne Aufenthaltsgenehmigung in Paris lebte, die Sowjetunion über die Stationen Kopenhagen und Stockholm erst Ende Februar 1935. Dort bekam sie in Moskau wohl durch Vermittlung von Langner zunächst eine Anstellung bei der Internationalen Arbeiterhilfe in deren Frauenabteilung. Als ihr Lebensgefährte jedoch am 17. Mai 1935 verstarb, wurde Gropper zunächst arbeitslos. Durch Fürsprache der Moskauer KPD-Führung erhielt sie einige Zeit später zunächst eine Anstellung im Referat Deutschland bei der Roten Gewerkschafts-Internationale, anschließend war sie in der Redaktion der Zeitschrift Unter dem Banner des Marxismus tätig. Zuletzt arbeitete sie als Gehilfin eines Redakteurs bei der Verlagsgenossenschaft Ausländischer Arbeiter (VAA). Zu dieser Zeit wohnte Gropper in einer ihr zugewiesenen Wohnung in der Moskauer Gorkistraße. Ab 1936 war sie Mitglied der Leitung der deutschen Sektion des Klubs ausländischer Arbeiter. Zusammen mit der Ehefrau von Friedrich Wolf leitete sie die Frauengruppe des deutschen „Kulturclubs Thälmann“.
Durch diese Kontakte bekam Gropper auch Kunde von ersten Verhaftungen deutscher Emigranten. Dass dahinter die Deutsche Operation des NKWD steckte, konnten damals weder sie noch andere deutsche Emigranten ahnen. Teilweise waren Gropper einige dieser verhafteten Personen bekannt, wie zum Beispiel Anna Brunner, die Frau des schon inhaftierten Hans Kippenberger, einstiger Leiter des Militärapparates der KPD und Groppers früherer Fraktionskollege im Reichstag. Die Bekanntschaft zu solchen Personen, aber vor allem auch zu Heinz Neumann, der sie unter Folter der Mitgliedschaft in seiner konterrevolutionären Gruppe bezichtigte, führte schließlich auch zu Groppers Verhaftung. Am 26. November 1937 wurde sie vom NKWD verhaftet und in die Lubjanka verbracht. Dort wurden ihr erneut Kontakte zu Neumann, aber auch zu dem in Ungnade gefallenen Willi Münzenberg während ihres Aufenthalts in Paris zum Vorwurf gemacht. Allerdings kam es zu keiner förmlichen Verurteilung. Die Untersuchung ihres Falles wurde zunächst am 13. Dezember 1938 eingestellt, Gropper blieb aber weiterhin inhaftiert. Infolge der Verhaftung wurde Gropper noch 1937 auch aus der KPD ausgeschlossen.
Nachdem es am 23. August 1939 zur Unterzeichnung des Hitler-Stalin-Paktes kam, sollten in der Folge sich in der Sowjetunion aufhaltende Deutsche in das Dritte Reich abgeschoben werden, darunter anfänglich auch Gropper, obwohl sie 1939 von Deutschland ausgebürgert worden war. Sie wurde dazu in die Butyrka verbracht, wo die Abschiebehäftlinge in gut eingerichteten Zellen vor der Abschiebung eine ansehnliche körperliche Verfassung erreichen sollten. Während dieses Aufenthaltes begegnete ihr Anfang 1940 Margarete Buber-Neumann, die am 5. Februar 1940 tatsächlich nach Deutschland abgeschoben und sofort im KZ Ravensbrück inhaftiert wurde. Buber-Neumann kennzeichnete die Begegnung in ihrem Buch Als Gefangene bei Stalin und Hitler als beklemmende Szene. Sie wurde dabei von Gropper gefragt, ob sie nach der Entlassung über das in der Sowjetunion Geschehene im Ausland berichten würde. Buber-Neumann antwortete darauf, daß das unsere Pflicht sei. Daraufhin entgegnete Gropper: Um Gottes willen, tue das nicht! Du darfst den Arbeitern nicht ihre Illusionen, nicht ihre Hoffnung rauben! Im Gegensatz zu Buber-Neumann wurde Gropper jedoch nicht ausgewiesen, sondern weiterhin in der Butyrka inhaftiert.
Erst am 12. Juni 1941, kurz vor dem deutschen Angriff auf die Sowjetunion, wurde Gropper aus der Haft entlassen. Trotz Bemühungen führender deutscher Kommunisten in Moskau wie Wilhelm Pieck oder Walter Ulbricht hatte die Komintern in Moskau keine Verwendung für Gropper, allerdings wurde ihre KPD-Mitgliedschaft wieder reaktiviert. Nach Kriegsausbruch wurde sie von den sowjetischen Behörden aus Moskau ausgewiesen und zunächst in die Republik der Wolgadeutschen verbannt, wo sie als Korrektorin der Rajonszeitung Rote Fahne tätig war. Schon im September 1941 wurde sie aber wie fast alle Wolgadeutschen in den Osten der Sowjetunion deportiert. Gropper kam nach einer zweiwöchigen Fahrt in Güterwaggons in Barnaul im Altai-Gebiet an. Der alleinstehenden Mitvierzigerin wurde zunächst eine Arbeit in einem Kolchos zugewiesen, die sie aber mangels Winterkleidung bald einstellen musste. In der Folge arbeitete sie zeitweise als Pflegerin in einem Krankenhaus, erkrankte aber auch mehrfach schwer, so zum Beispiel 1944 an Typhus. Für eine Arbeit als Näherin für Militärkleidung war sie anschließend zu schwach. Gropper überlebte letztlich nur, weil sie bei einem älteren Paar unterkam, dem sie die Wirtschaft führte. Die Rückführung nach Deutschland nach Endes des Krieges verzögerte sich durch Erkrankungen immer wieder, zudem wurden von der sowjetischen Seite die Kaderanforderungen der inzwischen nach Deutschland zurückgekehrten und mittlerweile der SED angehörigen Parteiführung um Pieck und Ulbricht nur schleppend bearbeitet. Erst im Januar 1947 erreichte Roberta Gropper Berlin.

### Rückkehr nach Deutschland
Gropper ließ sich im sowjetischen Sektor von Berlin nieder. Sie wurde in die SED übernommen und bekam zunächst eine Anstellung als Instrukteurin beim SED-Parteivorstand. Anschließend wurde sie bis 1949 als Frauensekretärin beim Berliner SED-Landesvorstand beschäftigt. Allerdings war diese Phase auch immer wieder von Krankenhausaufenthalten unterbrochen, um Groppers gesundheitliche Probleme, die vor allem durch den Aufenthalt in der Sowjetunion hervorgerufen worden waren, zu mildern. Nachdem der 1948 gegründete rechtlich selbständige Demokratische Frauenbund Berlin (DFB) unter der Führung von Barbara von Renthe eine immer eigenständigere Rolle spielte, die sich vom Programm des parallel dazu existierenden Demokratischen Frauenbund Deutschlands (DFD) in der restlichen sowjetischen Besatzungszone zunehmend unterschied, wurde Gropper nicht zuletzt auch durch die Teilung Berlins im Laufe des Jahres 1949 zur Vorsitzenden des DFB gewählt. Die vormalige Vorsitzende Barbara von Renthe hatte ihren Wohnsitz im Westteil von Berlin. Unter Groppers Leitung erfolgte eine Angleichung der programmatischen Inhalte und Arbeitsweisen an den DFD. Der Sonderstatus des DFB innerhalb des DFD wurde dabei allmählich aufgelöst. 1952 übernahm zunächst Ilse Thiele den Vorsitz von Roberta Gropper und überführte den Berliner Landesverband in den nunmehrigen DFD-Bezirksverband Berlin. Nachdem Thiele infolge des 17. Juni 1953 die bis dahin amtierende DFD-Vorsitzende Elli Schmidt in dieser Funktion abgelöst hatte, übernahm Gropper abermals den Vorsitz des Berliner DFD-Bezirksverbandes, diesmal bis 1957. In dieser Funktion war sie auch Mitglied des DFD-Bundesvorstandes, dem sie aber über 1957 hinaus schließlich bis 1969 angehörte. Folgerichtig vertrat Gropper in der ersten Wahlperiode der DDR-Volkskammer von 1950 bis 1954 den DFD als Abgeordnete.
Parallel zu ihren Funktionen im DFD wurde Gropper von der SED zu einem Fernstudium verpflichtet, um weiterhin leitende Funktionen wahrnehmen zu können. Von 1950 bis 1953 absolvierte die damals bereits über 50-Jährige ein dreijähriges Fernstudium an der Parteihochschule „Karl Marx“ in Kleinmachnow. Als im November 1951 der FDGB von Groß-Berlin den Ostberliner Teil der Versicherungsanstalt Berlin übernahm, dem zunächst ein Rat für Sozialversicherung vorstand, wurde Gropper mit dem Ratsvorsitz beauftragt. 1952 wurde sie schließlich zur Direktorin der Sozialversicherung von Ost-Berlin ernannt, und zeichnete damit für die Sozialversicherungsleistungen ihrer Behörde wie Krankengeld, Unfallgeld oder Rente für einen Großteil der Ostberliner Bevölkerung verantwortlich. Da die Sozialversicherung der DDR im Frühjahr 1951 vom Ministerrat der DDR unter die Verantwortlichkeit der Einheitsgewerkschaft FDGB gestellt worden war, wechselte Gropper durch ihre neue berufliche Station ins gewerkschaftliche Milieu. Sie leitete die Ostberliner VAB bis 1964. Anschließend wirkte sie noch bis 1967 als hauptamtliche Vorsitzende der Frauenkommission beim FDGB-Bezirksverband Berlin. Danach schied sie aus dem Berufsleben aus. Dem FDGB-Bundesvorstand gehörte Gropper von 1952 bis 1989 durchgängig an. Darüber hinaus vertrat sie den FDGB von 1954 bis 1981 als Abgeordnete in der Volkskammer und gehörte damit zu den langjährigsten FDGB-Abgeordneten. Einzig in der SED übernahm Gropper keine größeren Funktionen mehr. Sie gehörte lediglich bis 1986 als einfaches Mitglied der SED-Bezirksleitung Berlin an.

## Rezeption
Groppers leidvoller Aufenthalt in der Sowjetunion wurde in der DDR-Geschichtsschreibung nicht erwähnt. Auch in der zu DDR-Zeiten erschienenen Veröffentlichung von Luise Dornemann über Gropper kommt diese Lebensphase nicht vor. Da sich Gropper aber offensichtlich schon kurz nach ihrer Rückkehr weiterhin zur SED bekannte, wurden ihr als frühere KPD-Frauensekretärin recht bald wieder Funktionen im Frauenbereich angetragen. Mit hohen Ehrungen wie 1977 im Jahr ihres 80. Geburtstages mit dem Karl-Marx-Orden versuchte die SED-Führung nachträglich, Gropper für das erlittene Unrecht zu entschädigen. Als eine der noch wenigen lebenden Parteimitglieder erhielt sie im Februar 1979 die Ehrenurkunde des ZK der SED für ihre 60-jährige Parteimitgliedschaft. Damit brachte die SED-Führung auch zum Ausdruck, dass ihre KPD-Mitgliedschaft seit 1919 ununterbrochen anerkannt wurde. Allerdings sucht man namentliche Würdigungen von Gropper vergebens.
Roberta Gropper starb im Alter von 95 Jahren 1993 in Berlin. Nach dem Kaiserreich, der Weimarer Republik, dem Dritten Reich und der DDR hat sie mit dem wiedervereinigten Deutschland fünf verschiedene deutsche Gesellschaftsepochen erlebt.

## Ehrungen
zu Lebzeiten
- 1977: Karl-Marx-Orden[1]
- 1982: Ehrenspange zum Vaterländischen Verdienstorden in Gold[2]

posthum
- 2019: In Ulm, wo Gropper sich bis zu ihrem Wegzug im Jahr 1927 politisch engagiert hatte, gab das Frauenbüro der Stadt im März 2019 im Rahmen seiner 16-teiligen Postkarten-Serie Frauen bewegen Ulm die Postkarte „Roberta Gropper“ heraus.[3]